# Michella Nassisi
Michella Nassisi (ur. 15 czerwca 2005) – polska koszykarka, występująca na pozycjach rzucającej lub niskiej skrzydłowej, od 2022 zawodniczka Polskiego Cukru AZS-UMCS Lublin.

## Osiągnięcia
Stan na 3 maja 2024, na podstawie, o ile nie zaznaczono inaczej.

### Drużynowe
- Mistrzyni Polski (2023)[2]
- Zdobywczyny Superpurachu Polski (2023)[3]
- Finalistka Pucharu Polski (2024)[4]
- Uczestniczka międzynarodowych rozgrywek:
  - Euroligi (od 2023)
  - Eurocup (2022/2023)

### Reprezentacja
- Uczestniczka mistrzostw Europy U–18 (2023 – 7. miejsce)[5]